# Suspense au Deuxième Bureau
Pour plus de détails, voir Fiche technique et Distribution.
Suspense au Deuxième Bureau est un film d'espionnage français réalisé par Christian de Saint-Maurice, sorti en 1960.

## Fiche technique
- Titre : Suspense au Deuxième Bureau
- Réalisation : Christian de Saint-Maurice
- Scénario : Christian de Saint-Maurice et Jean-Daniel Daninos
- Dialogues : Jean-Daniel Daninos et Jean Lara
- Photographie : Pierre Levent
- Décors : Jean d'Eaubonne
- Son : Gérard Brisseau
- Montage : Renée Gary
- Musique : Jacques Lafry
- Sociétés de production : I. P. Films - Filmonde
- Tournage : du 25 août au 25 septembre 1959
- Pays de production :  France
- Durée : 82 minutes
- Date de sortie : France, 10 août 1960

## Distribution
- Gil Delamare : le colonel Bordy
- Catherine Candida : Denise
- Colette Duval : Claire
- André Luguet : le chef du Deuxième Bureau
- Frédéric O'Brady : Lucien, le chauffeur
- Gisèle Robert : Véra, la femme de chambre
- Michel Lemoine
- Jacques Angelvin
- Jean Lara